# Tomislav Ivčić
Tomislav Ivčić, född 6 januari 1953 i Zadar, död 4 mars 1993 i Zagreb, var en kroatisk sångare, låtskrivare och politiker.

## Biografi
Tomislav Ivčić växte upp i Zadar. Han är bror till sångaren Vedran Ivčić och halvbror till kompositören och diplomaten Đani Maršan. Efter gymnasiet flyttade Ivčić till Zagreb för att studera ekonomi och internationell handel på universitetet men avslutade aldrig studierna på grund av sin påbörjade musikaliska karriär. Under sin karriär skrev Ivčić över 200 låtar och släppte ett 20-tal album. Några av hans mest kända låtar är Otrov s tvojih usana, Kalelarga och Večeras je naša fešta. Den sista har blivit något av en inofficiell hymn för Dalmatien. Förutom sin solokarriär ingick Ivčić även i duon Duo Pegla tillsammans med Mladen Grdović.
I samband med det kroatiska självständighetskrigets utbrott 1991 skrev han låten Stop The War In Croatia, sjungen på engelska, som blev en hit även utanför Kroatien.
Ivčić gick med i högerpartiet Kroatiska demokratiska unionen 1990, grundat av Franjo Tuđman året innan. Ivčić ställde upp för partiet i parlamentsvalet 1993 och blev invald. Kort innan han skulle påbörja sin mandatperiod dog han i en bilolycka i Zagreb.

## Diskografi

### Soloalbum
- Još Uvijek Se Vraćam (1976)
- Tomislav Ivčić (1977)
- Nemam Za Kavu (1979)
- Ulični Šarmer (1980)
- Oprosti Mi (1982)
- Talijanska Ploča (1983)
- Giro D'Italia (1984)
- Francuska Ploča (1985)
- Večeras Je Naša Fešta (1986)
- Posljednji Valcer (1987)
- Međugorje Songs (1988)
- Gorka Rijeka (1989)
- Otrov S Tvojih Usana (1991)
- Stop The War In Croatia (1991)
- Krunica moje majke (1994)
- More naše plavo (1996)
- Pjeva najveće hitove Tomislava Ivčića (1997)
- I onda kad ne bude nas bilo (2003)
- Di je bila pamet (2004)
- The platinum collection (2006)

### Med Duo Pegla
- Mi Imamos Mnogos Problemos (1987)